# Ferrocarril de Langreo

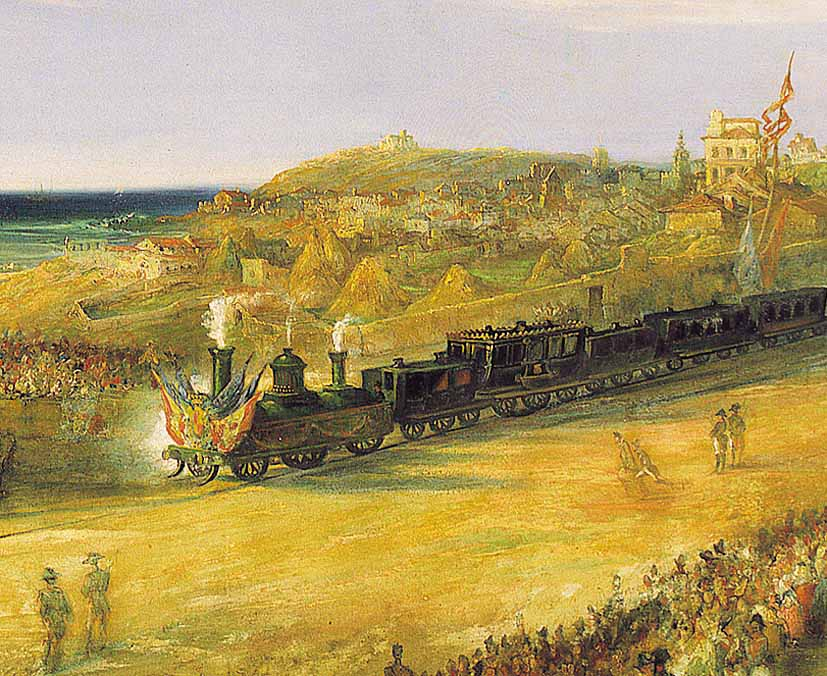
Inauguración del Ferrocarril a Langreo, Pérez Villaamil, 1852.

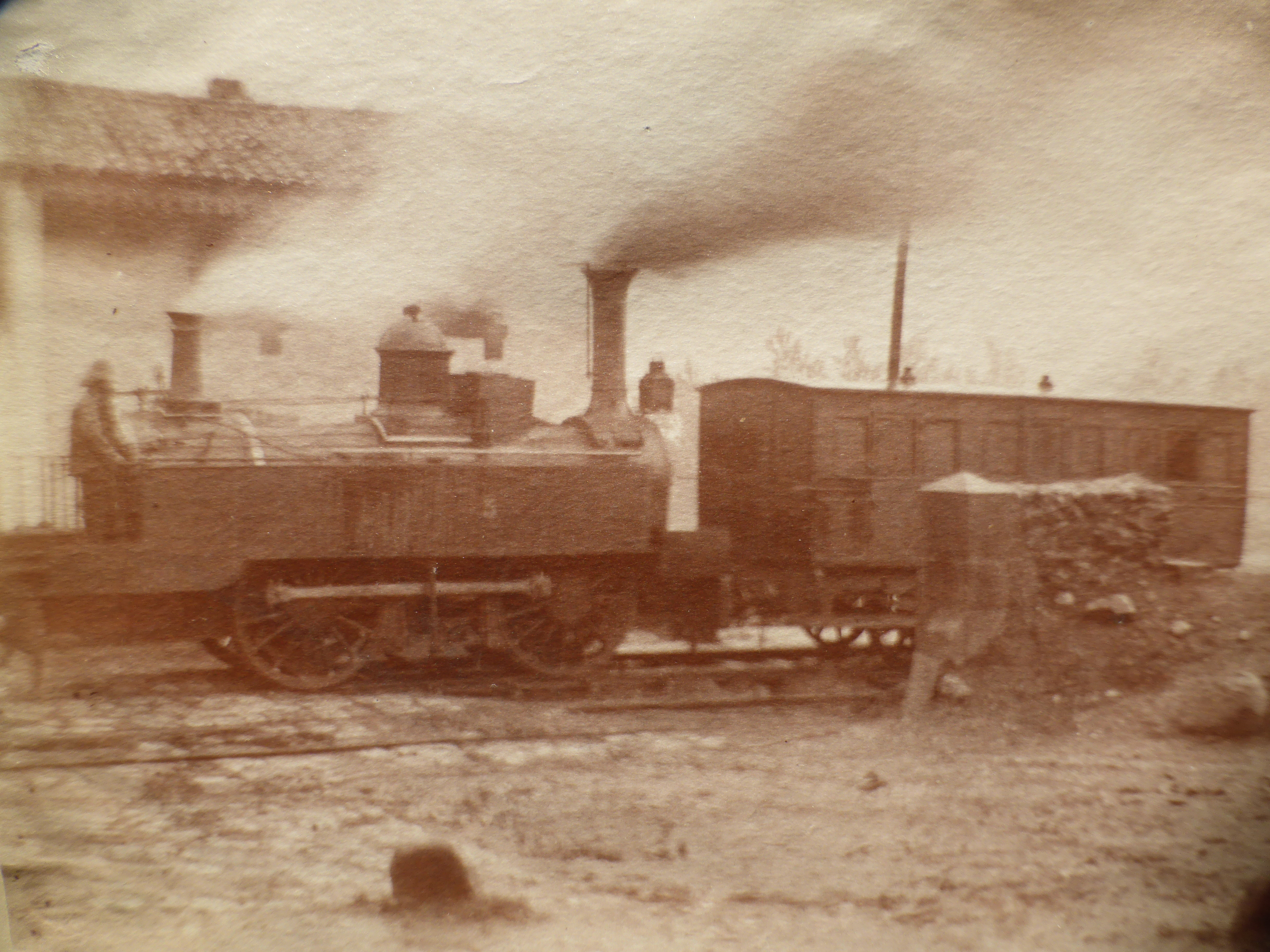
Locomotora de vapor número 3 del Ferrocarril de Langreo. Fabricada en 1852. Fotografiada en 1887.

El Ferrocarril de Langreo (oficialmente Compañía del Ferro-carril de Langreo en Asturias) fue una empresa ferroviaria española que construyó en el siglo XIX la línea Gijón-Langreo en Asturias. La línea fue la cuarta con tracción de vapor en la península ibérica y la primera de carácter industrial, dedicada al transporte de carbón desde las minas de Langreo y Siero hasta el puerto de Gijón, además de pasajeros.
En 1972 la compañía ferroviaria, la más antigua del mundo aún en funcionamiento, se disolvió y se integró en la empresa pública Ferrocarriles Españoles de Vía Estrecha (FEVE). Con la desaparición a su vez de esa empresa la actual propietaria de la línea es Adif desde 2013. El Langreo cuenta con un trazado ferroviario de 49 kilómetros de longitud que se prolonga desde Gijón hasta Laviana, es de ancho métrico y está totalmente electrificado. Constituye la actual línea 752 de la Red Ferroviaria de Interés General y por ella circulan dos líneas de Cercanías Asturias: la C-5 Gijón-Laviana y la C-5a Gijón-El Berrón-Oviedo de Renfe Cercanías AM.

## Antecedentes
La idea original de un ferrocarril de Langreo a Gijón se remonta a 1843, cuando una comisión es nombrada para «examinar el desarrollo de la minería de carbón y el transporte del mineral hasta alguno de los puertos de la costa asturiana». Una de las conclusiones de esta comisión fue que tal empresa solo sería rentable si se utilizaba el ferrocarril. El 12 de abril de 1842 se había inaugurado la Carretera Carbonera, que desde el puente de Turiellos en La Felguera llegaba al puerto de mar en Gijón.
El primer proyecto fue redactado por el técnico inglés Charles Green, quien también había trazado los planos del proyecto del Ferrocarril de la Meseta a Asturias para los hermanos Manby.
Los diputados a Cortes Antonio Jordá y Santandreu, Alejandro Oliván y Felipe Canga-Argüelles y Ventades obtuvieron, mediante la Real Orden del 17 de septiembre de 1844, la autorización para construir un «camino de hierro» desde los yacimientos hulleros de Langreo y Siero a los puertos de Gijón y Avilés. Posteriormente, Vicente Beltrán de Lis, bajo las órdenes de Agustín Fernando Muñoz y Sánchez, duque de Riánsares y marido de la reina regente, obtuvo autorización para tender una línea de ferrocarril desde Sama de Langreo a Villaviciosa por Siero con ramales a Oviedo y Mieres mediante Real Orden de 2 de mayo de 1845. Finalmente, una Real Orden de 4 de julio de 1846 legalizaba el traspaso de los derechos de Oliván, Jordá y Canga a Bertrán de Lis, realizado entre 1845 y 1846. El duque de Riánsares estaba especialmente interesado en el trazado de un ferrocarril que diera salida al mar al carbón de sus concesiones en la cuenca del Nalón, para obtener ventaja sobre sus competidores de la cuenca del Caudal.

## La empresa

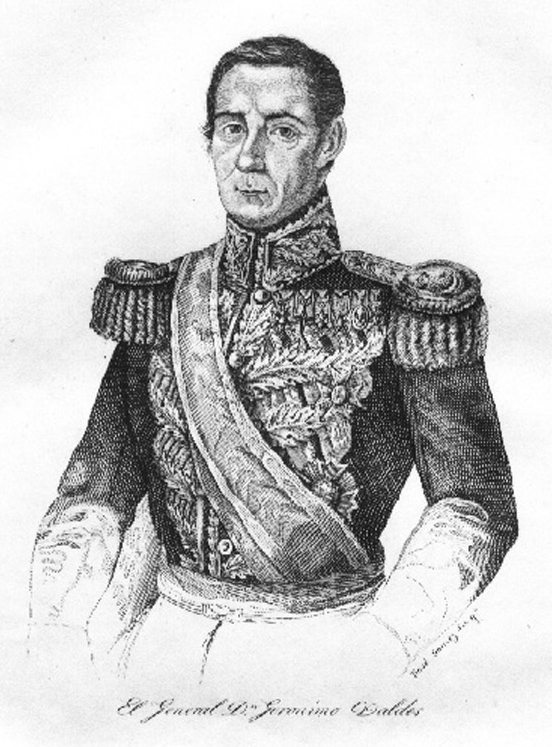
Gerónimo Valdés, primer presidente de la Compañía del Ferro-carril de Langreo en Asturias.

La Compañía del Ferrocarril de Langreo se fundó en 1846, con capital mayoritariamente asturiano y domicilio social en Madrid. Sus estatutos fueron aprobados por el Tribunal de Comercio el 11 de julio, bajo la forma de compañía anónima, siendo su capital social de 40 millones de reales de vellón, divididos en 20.000 acciones. Como primer presidente se nombró al militar asturiano Gerónimo Valdés y como vicepresidente a Bertán de Lis.

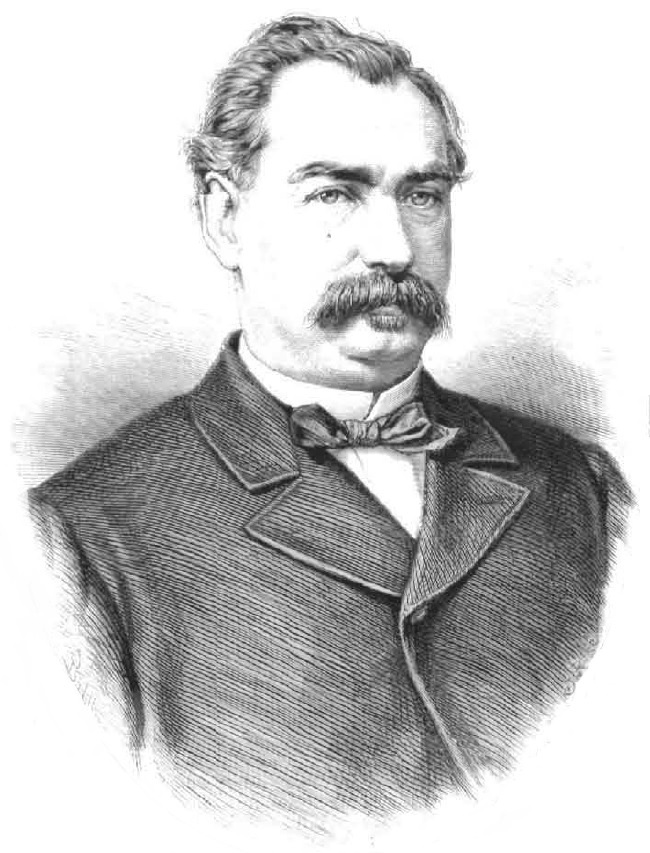
José Elduayen Gorriti, ingeniero responsable del trazado de la línea.

En 1847 obtuvo la concesión de la línea Gijón-Langreo y comenzaron los trabajos, bajo la dirección del ingeniero español José Elduayen Gorriti, incorporado a la compañía el 13 de febrero. Previamente, como ingeniero de caminos del distrito de Asturias, Elduayen había concluido, en el verano de 1846, el «estudio del trazado y condiciones que debería seguir la futura línea férrea».

### FEVE
A partir de los años 1960 la crisis de la minería asturiana del carbón y el traslado de Uninsa de Langreo a Veriña supuso un descenso de ingresos para el Ferrocarril de Langreo. El 2 de junio de 1972, R. Heredia Guilhou, último director de la sociedad, solicitó al Estado la rescisión de la titularidad de la concesión. El 12 del mismo mes la línea pasó a ser explotada por FEVE, que se hizo cargo de la, por entonces, compañía ferroviaria más antigua de Europa.

## La línea
La red ferroviaria del Ferrocarril de Langreo se componía de una línea troncal de la que partían diversos ramales hasta las minas de carbón y los muelles del puerto de Gijón. Originalmente la línea proyectada discurría entre Gijón y  Langreo. El conjunto de la red atravesaba los concejos asturianos de Gijón, Siero, Noreña, Langreo, San Martín del Rey Aurelio y Laviana. El tramo Gijón-Pola de Laviana forma la actual línea C-5 de Renfe Cercanías AM (antigua FEVE) de Asturias.
La línea se construyó con un ancho de 5 pies y 2 pulgadas castellanas, lo que equivale a un ancho, aproximado, de 1 438 mm, cercano al ancho internacional. 

### Inauguración
El primer tramo de la línea, Gijón-Pinzales, fue inaugurado el 25 de agosto de 1852 por la reina madre María Cristina de Borbón. El primer raíl había sido colocado en Gijón, en el punto de partida del ferrocarril, el 12 de febrero de 1851. Como anécdota, la reina madre preguntó, con ironía, inclinándose sobre las vías "si los raíles eran de plata", debido al coste de las obras.
Con esta inauguración se convertía en la quinta línea ferroviaria española (cuarta peninsular) con tracción de vapor. Con anterioridad ya habían sido puestas en marcha las líneas Güines-La Habana, en Cuba, Barcelona-Mataró, Madrid-Aranjuez y la Valencia-El Grao, por orden cronológico. Mercedes López García considera que la de Langreo, fue la primera línea peninsular que puede ser considerada como tal, pues las anteriores eran tramos de grandes líneas que se configurarían más tarde y sin las dificultades técnicas que el Langreo tuvo que superar.

### Ampliación
Posteriormente fueron puestos en funcionamiento los tramos Pinzales-boca norte del túnel de Carbayín (7 de mayo de 1853) y boca norte del túnel de Carbayín hasta Vega (La Felguera), haciendo entrada en esta última estación el 1 de octubre de 1854. Finalmente el 12 de julio de 1856 entraba en la estación de Sama de Langreo la locomotora "Villa de Gijón" remolcando un convoy mixto, de mercancías y pasajeros.
El trazado original de la línea, en el tramo Pinzales-Boca norte del túnel de Carbayín incluía dos obras de especial importancia: El túnel del Conixo y el plano inclinado de San Pedro.
El túnel del Conixo
Este túnel —conocido también como del Conixho o del Conixu— está considerado como el primer túnel ferroviario de importancia en España. Anteriormente a él fue perforado el túnel de Montgat (135 m) en la línea Barcelona-Mataró, primer túnel ferroviario de España, de gran sencillez y sin estudios previos.
Comunica los valles de Noreña y Ruedes por debajo del cerro del mismo nombre. Fue proyectado con una longitud de 610 pies (167 m), 343 en línea recta y 267 en una curva de 1200 pies de radio.
Elduayen se enfrentó al gran problema de desconocer los terrenos que tenía que atravesar el túnel, conociendo únicamente la edad geológica de los mismos. A medida que se perforaba el túnel, desde las dos bocas, fue descubriendo los materiales que tenía que excavar, encontrándose con arcillas, arenas, margas y calizas. Estos materiales, en su mayoría poco consistentes y muy permeables, hicieron los trabajos muy difíciles, debido a las filtraciones de agua hacia los huecos.
El túnel se empezó a construir el 14 de mayo de 1847, calándose las dos galerías superiores de cada boca el 28 de julio de 1848. Fueron necesarios 13 meses más para su terminación total.

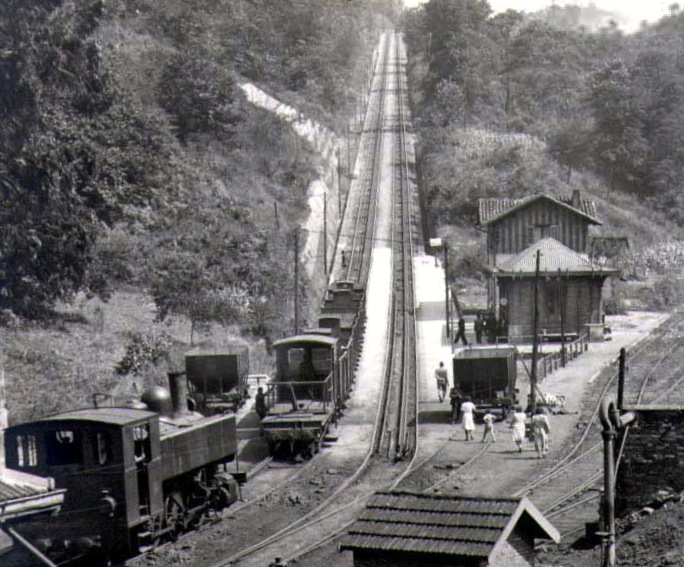
Vista del plano inclinado de San Pedro y de la antigua estación de la Florida.

El plano inclinado de San Pedro
El plano inclinado de San Pedro —o de La Florida— tenía una longitud de 715 m y una pendiente del 12%. Salvaba los 92 m de desnivel entre la estación de La Florida y la de San Pedro. Era un plano de doble vía, que en sus orígenes era automotor, es decir, funcionaba por gravedad: Los vagones cargados bajaban por una vía arrastrando un cable que, a través de una polea en la parte superior del plano, ascendía los vacíos por la otra vía, gracias a la diferencia de peso entre ambos. Esta configuración era posible debido a que el tráfico mayoritario era el de carbón, en sentido descendente.
Posteriormente se dotó de una máquina de vapor para realizar las maniobras, dejando de ser automotor.
Fue el único plano inclinado utilizado para el transporte de viajeros en España.
Ambas obras quedaron fuera de servicio el 25 de febrero de 1963, en que se inauguró un túnel de 4 016 m de longitud y 16 milésimas de pendiente, entre las estaciones de La Florida y Noreña.
El plano inclinado y la estación de San Pedro fueron utilizados como escombrera de estériles de mina desde entonces hasta el año 1985.

### Ramales
Posteriormente la línea se amplió hasta la población de Pola de Laviana y se construyeron dos ramales, con el fin de acercar el ferrocarril a las explotaciones hulleras, al valle de Samuño y a Santa Bárbara, y varios al puerto de Gijón
Ramales del puerto de Gijón

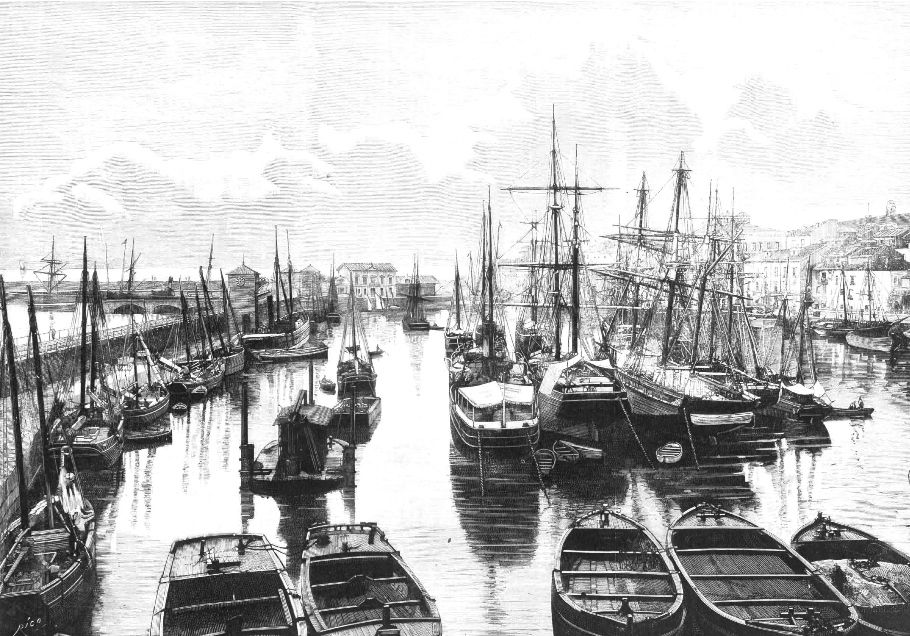
Grabado de Bernardo Rico mostrando el puerto de Gijón publicado en La Ilustración Española y Americana en septiembre de 1884. A la izquierda se observan el muelle del carbón y dos drops.

El principal motivo de la construcción de la línea fue el transporte de carbón a la costa con el fin de ser embarcado. Para ello era primordial que el ferrocarril llegara hasta el puerto de Gijón.
La estación de Gijón se situó en una zona pantanosa desecada conocida como El Humedal, situada dentro de la fortificación de la villa, construida con motivo de la primera guerra carlista. Las vías atravesaban el foso mediante un puente. Elduayen contaba con solucionar el acceso al puerto mientras se construía la línea pero no fue posible hasta 1857. Para ello, su sucesor, el ingeniero Pedro Antonio de Mesa, diseño y construyó un acceso a la dársena a través de la calle Comercio. En el muelle oeste de la pequeña dársena de Gijón se colocaron dos drops (y posteriormente otro tercero) para descargar directamente los vagones a las bodegas de los barcos. Para facilitar el acceso de los vagones a los drops, el acceso estaba elevado sobre el suelo mediante una obra de fábrica y madera. Esta obra, conocida localmente como "el murallón del Langreo" se mantuvo hasta el año 1909, en que desapareció debido a las presiones locales por el deterioro que producía a la imagen de Gijón como ciudad de veraneo (polvo de carbón en suspensión, etc).
Para el transporte del carbón hasta los drops la compañía adquirió en el Reino Unido 290 vagones de construcción extremadamente simple, algunos de los cuales pervivieron hasta el desmantelamiento del murallón y de los drops.
En 1907, la compañía inauguró un nuevo ramal a la ampliación del puerto gijonés en El Musel. Partiendo de la línea general desde Sotiello, atravesaba el cerro de la Campa Torres, hasta el dique Norte. No obstante, la compañía mantuvo el embarque en la dársena antigua hasta el año 1965 mediante grúas.

### Bajo administración de FEVE y Adif

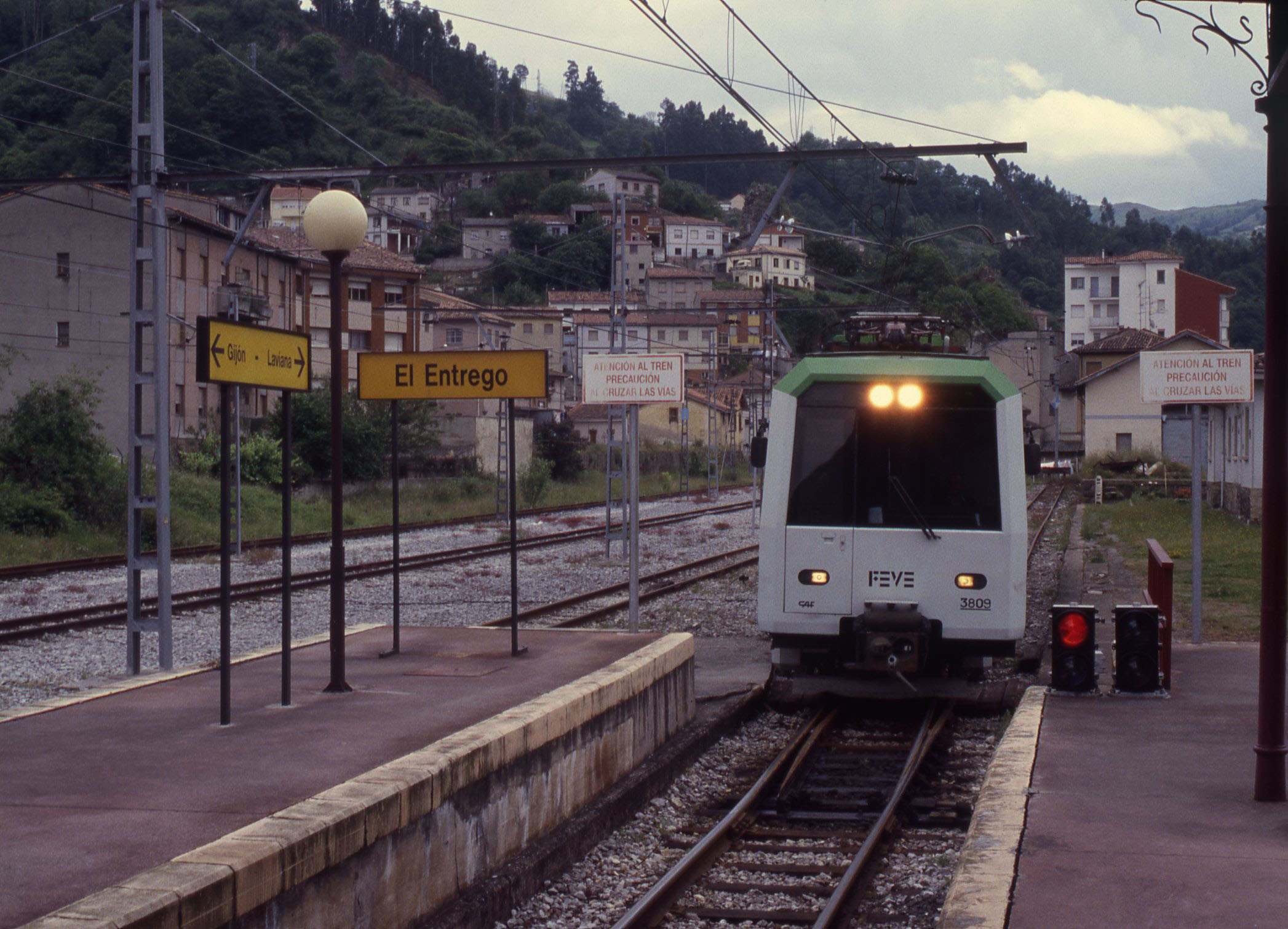
Tren de Cercanías efectuando parada en la estación de El Entrego-La Oscura en 1999. Entre 1972 y 2013 la explotación de El Langreo corrió a cargo de FEVE.

Tras su integración en FEVE en 1972, la empresa pública acometió diversas obras en la línea. La principal obra que se efectuó en la línea fue cambiarla de ancho, al no tener el ancho de vía internacional ninguna integración con el resto de la red española. Inicialmente se sopesó hacer el cambio al ancho ibérico (el empleado por RENFE), pero en 1979 se descartó en favor del ancho métrico. Este ancho era el empleado por el resto de líneas de FEVE. Las obras discurrieron entre 1983 y 1984. Al concluir, la línea quedó integrada en la red de ancho métrico del norte de España. 
Desde el 1 de enero de 2013 la línea férrea en su conjunto pertenece a Adif. La comercialización de Cercanías pasó a manos de Renfe a través de su marca comercial Renfe Feve (posteriormente renombrada como Renfe Cercanías AM), hasta su integración en Cercanías en 2023.
En junio de 2021 Adif adjudicó la renovación integral de toda la línea por 30 millones de euros, sin contar la compra de los materiales.Se retiraron y renovaron todos los elementos de la red, especialmente las vías. El 1 de septiembre de 2022 comenzaron las obras, que se prolongaron hasta 2024.
En junio de 2024 Adif licitó la redacción del proyecto de duplicación de un tramo de vía de 8,6 kilómetros entre Sotiello y La Florida (donde comienza la doble vía).Con esta actuación se prevé aumentar en un 35% la capacidad de la línea.
En el municipio de Langreo, el trazado original a su paso por Sama y La Felguera se soterró en 2025, tras dieciséis años de obras, en una de los soterramientos más largos por kilómetro (apenas 1,8 km) del Estado.

## Arte

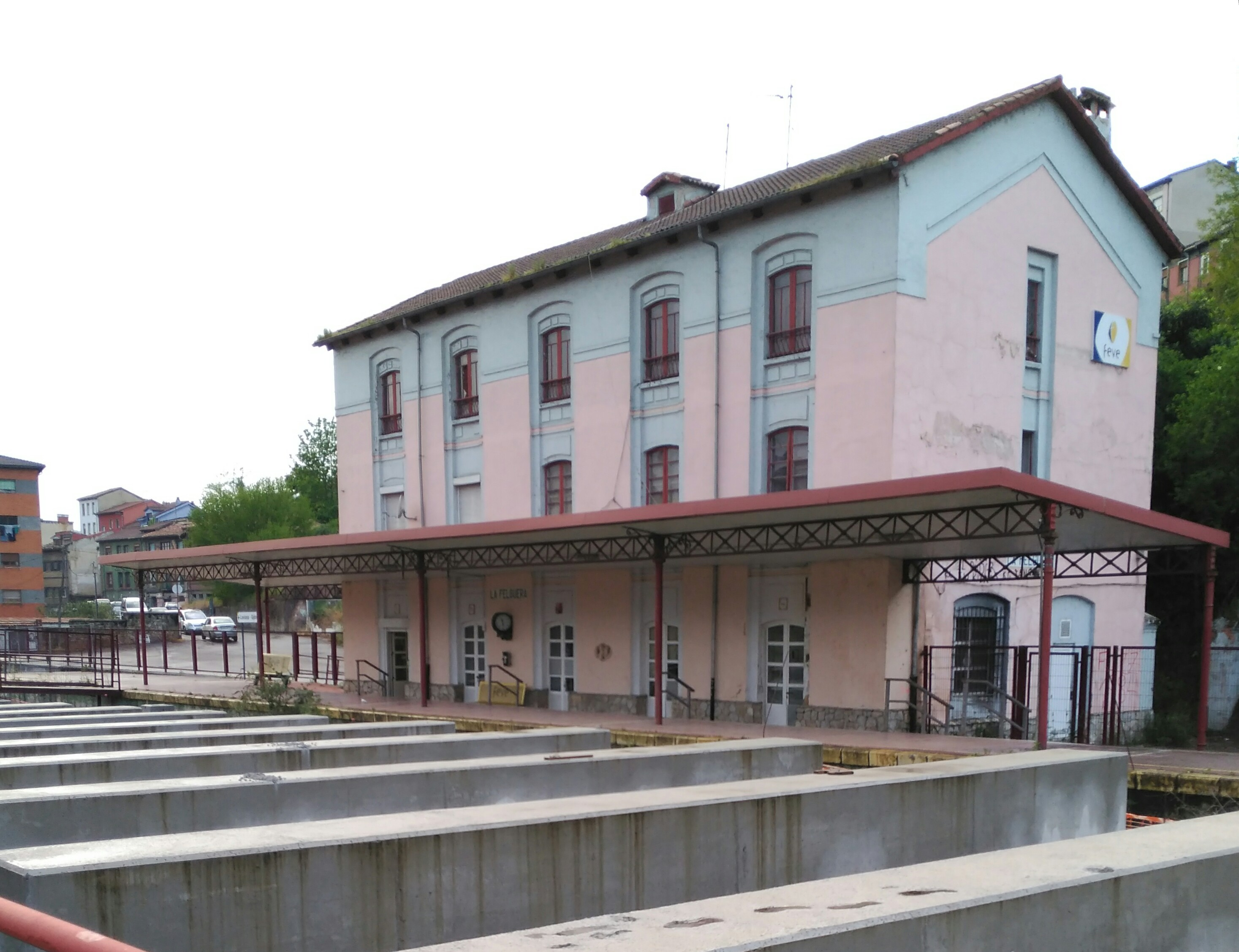
Estación de La Felguera, 1915, que está en la Lista roja del patrimonio en peligro. El paso del tren se encuentra hoy soterrado.

La inauguración de la línea se encuentra plasmada en el cuadro "Inauguración del ferrocarril de Langreo por la Reina Gobernadora. Entrada del tren en Gijón" de Jenaro Pérez Villaamil, ubicado en el Ministerio de Fomento.
Un lugar destacado lo ocupa el patrimonio ferroviario, puesto cada vez más en valor, formado por estaciones, almacenes y viviendas de promoción empresarial, algunos de estos edificios aún en funcionamiento.

### Patrimonio histórico
| Gijón - Antigua estación de Pinzales (1851) - Estación de Sotiello (1907) - Caseta de enclavamiento (1955) - Depósito de locomotoras (1907) Siero - Estación de El Berrón (1955) - Casas de empleados (Anterior a 1900) - Viviendas del ferrocarril - Palacete El Colegial (1905) - Apeadero de Carbayín (1915) - Casa de empleados (1920) Langreo - Apeadero de Tuilla (1915) - Estación de Vega-La Felguera (1915) - Cocheras de locomotoras (1880) - Almacén (1900) - Casas de Vega (Anteriores a 1900) - Caseta de enclavamiento (1920) - Oficinas del FC de Langreo - Almacén de El Puente de La Felguera (1900) - Estación de Sama (1907) - Depósito de aguas (siglo XIX) - Edificio viviendas/almacenes (1955) - Casa del paso a nivel de Ciaño (anterior a 1900) - Casa del Retorturiu | San Martín del Rey Aurelio - Antigua estación de El Entrego-La Oscura (1885) - Estación nueva de El Entrego (1917) - Caseta de enclavamiento - Chalés para empleados (1960) - Antigua estación de Sotrondio (1885) - Estación nueva de Sotrondio (1915) - Caseta de enclavamiento Laviana - Estación de Pola de Laviana (1907) |